# Sebastian Ehlers (Politiker)

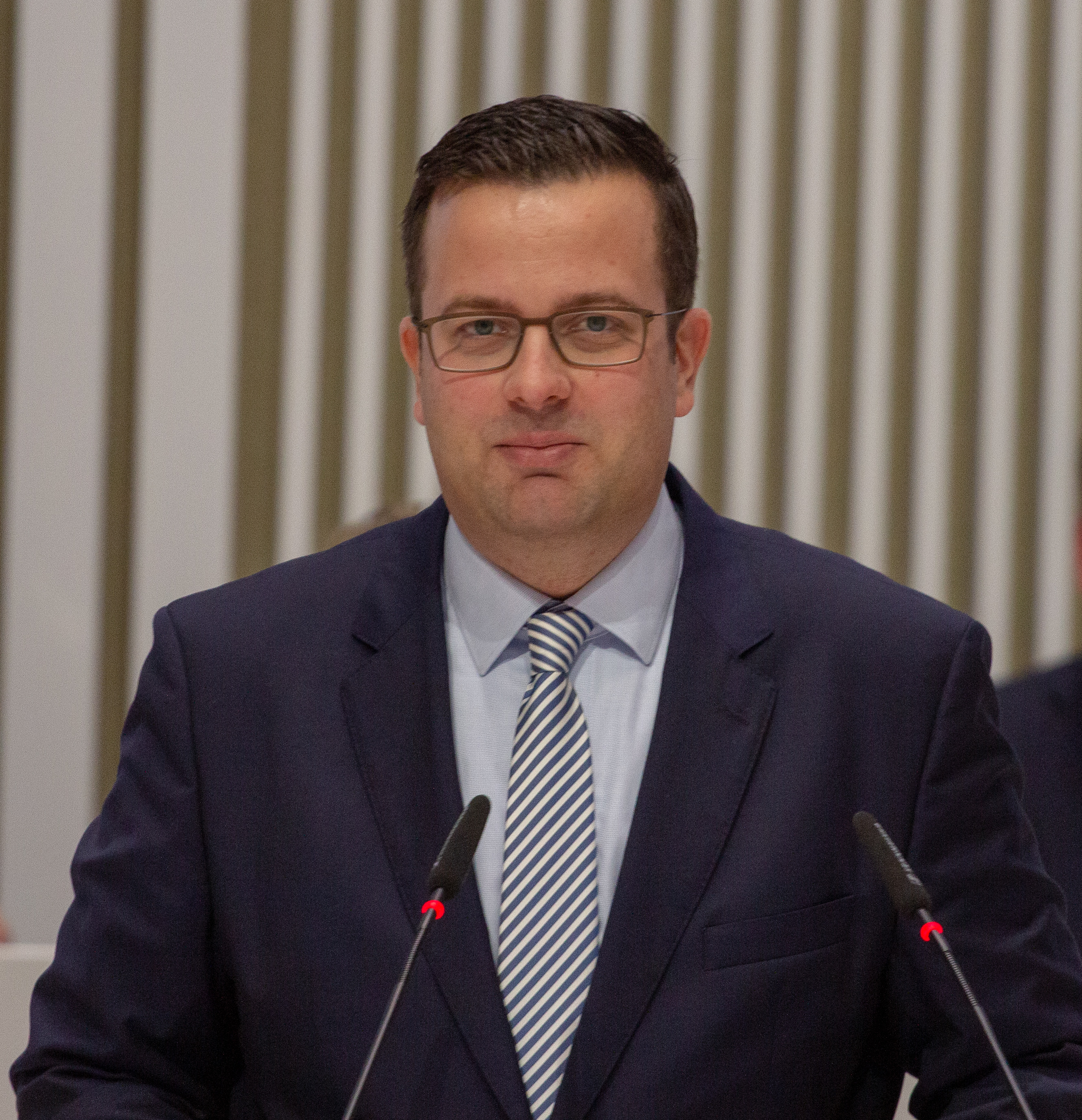
Sebastian Ehlers (2019)

Sebastian Ehlers (* 3. Juli 1982 in Schwerin) ist ein deutscher Politikwissenschaftler und Politiker (CDU). Seit 2016 ist er Abgeordneter des Landtags von Mecklenburg-Vorpommern.

## Leben
Nach dem Abitur 2002 am Goethe-Gymnasium Schwerin leistete Ehlers bis 2003 Wehrdienst bei der Bundeswehr in Demen und Schwerin. Im Anschluss nahm er ein Studium der Politikwissenschaft, der Neueren Geschichte und des Öffentlichen Rechts an der Universität Rostock auf, das er 2009 mit dem Magister Artium abschloss. Von 2009 bis 2012 war er als wissenschaftlicher Mitarbeiter im Büro des Bundestagsabgeordneten Dietrich Monstadt angestellt. Ab 2012 bis 2016 war er für die Landtagsfraktion der CDU in Mecklenburg-Vorpommern tätig, zunächst als Referent für die Enquete-Kommission „Älter werden in Mecklenburg-Vorpommern“, dann als Pressesprecher.
Ehlers trat 1997 in die Junge Union und 1998 in die CDU ein. Er war von 2000 bis 2007 Kreisvorsitzender der JU Schwerin und von 2007 bis 2008 Landesvorsitzender der JU Mecklenburg-Vorpommern. 2001 wurde er in den Kreisvorstand der CDU Schwerin, 2007 in den Landesvorstand der CDU Mecklenburg-Vorpommern gewählt. Er ist seit 2004 Mitglied der Schweriner Stadtvertretung und war von 2009 bis 2019 Vorsitzender der CDU-Fraktion. Nach der Kommunalwahl 2019 wurde Ehlers von der Stadtvertretung zum neuen Stadtpräsidenten gewählt.
Bei der Landtagswahl im September 2016 trat er als Direktkandidat der CDU im Wahlkreis 8 (Schwerin I) an. Einer seiner Gegenkandidaten war der amtierende Ministerpräsident Erwin Sellering. Ehlers erreichte einen Anteil von 15,5 % der Erststimmen und zog über die Landesliste seiner Partei in den Landtag von Mecklenburg-Vorpommern ein. Bei der Landtagswahl in Mecklenburg-Vorpommern 2021 zog er erneut über die Landesliste in den Landtag ein. Im Anschluss wurde er zum Parlamentarischen Geschäftsführer seiner Fraktion gewählt.
Im März 2022 wurde er zum Schatzmeister der CDU Mecklenburg-Vorpommern gewählt, er erhielt 90,1 Prozent Zustimmung auf dem Parteitag der CDU.

## Privates
Sebastian Ehlers ist verheiratet und hat drei Kinder. Ehlers ist der Sohn des ehemaligen Mitgliedes des Deutschen Bundestages Wolfgang Ehlers.